# Phormingochilus tigrinus
Phormingochilus tigrinus är en spindelart som beskrevs av Pocock 1895. Phormingochilus tigrinus ingår i släktet Phormingochilus och familjen fågelspindlar. Inga underarter finns listade i Catalogue of Life.